# ويلي فافر
ويلي فافر هو متزحلق جبال الألب سويسري، ولد في 24 سبتمبر 1943 في Ormont-Dessus ‏ في سويسرا، وتوفي في 19 ديسمبر 1986.

## وصلات خارجية
- ويلي فافر على موقع الاتحاد الدولي للتزلج (التزلج على المنحدرات الثلجية) (الإنجليزية)
- ويلي فافر على موقع أوليمبيديا (الإنجليزية)